# Harry Gibson (Musiker)

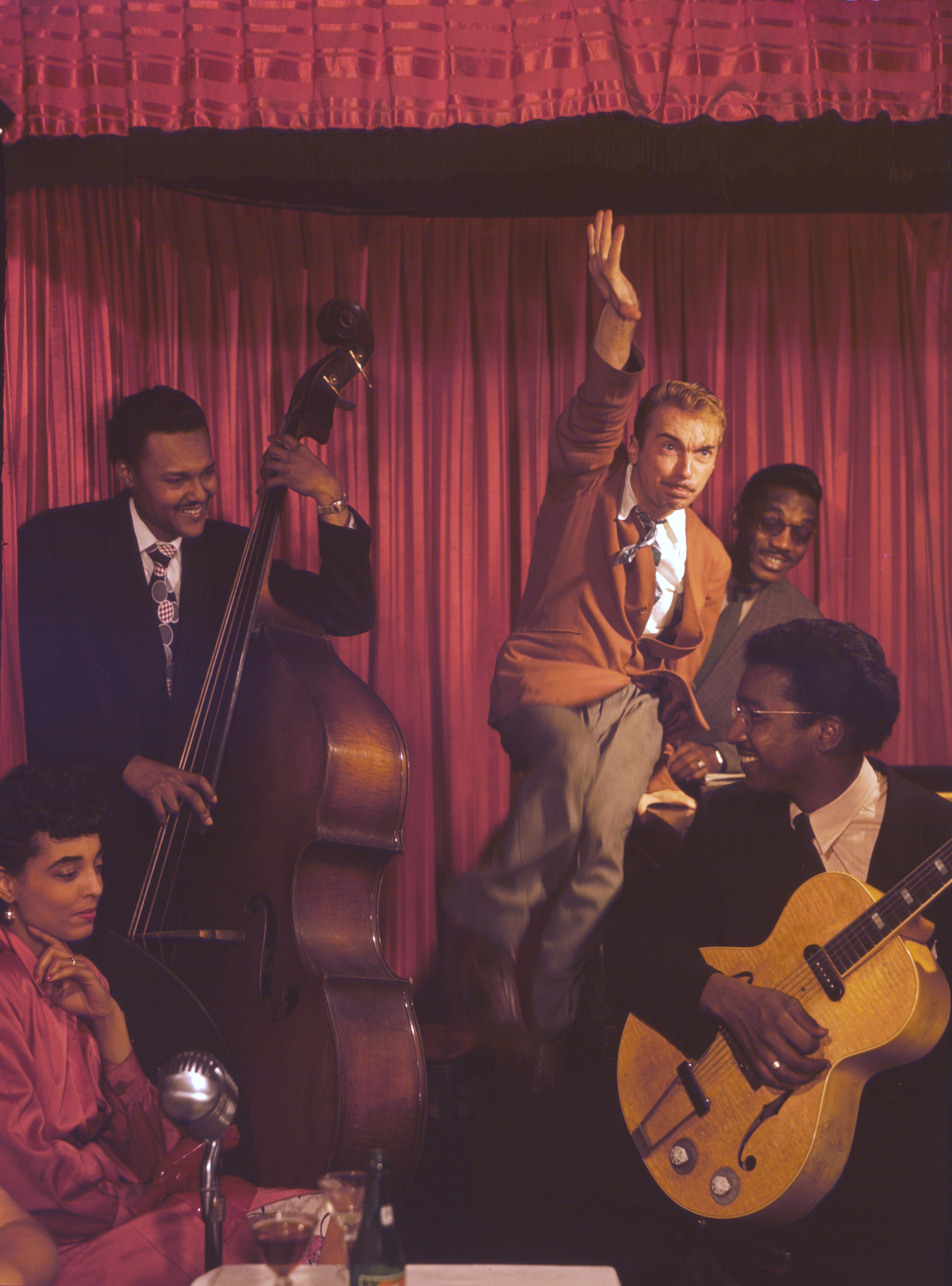
Harry Gibson bei einer Aufführung in New York im Juli 1948.
Fotografie von William P. Gottlieb

Harry „The Hipster“ Gibson (geboren als Harry Raab, * 27. Juni 1915 in der Bronx, New York City; † 3. Mai 1991 in Brawley, Kalifornien) war ein US-amerikanischer Boogie-Pianist und Sänger, dessen Musikstil in den 1940er Jahren ein Vorläufer des Rock ’n’ Roll war.

## Leben und Wirken
Gibson wuchs in der Bronx in einer musikalischen jüdischen Familie auf (in der Nachbarschaft von Billy Bauer, Flip Phillips) und lernte schon als Kind das Klavierspiel. Seinen ersten Auftritt hatte er mit 13 Jahren in der Band seines Onkels. Er spielte als Jugendlicher Stride-Piano in Dixieland-Bands, in Speakeasies und Nachtclubs in Harlem. Sein Vorbild war Fats Waller, der auch 1939 inkognito seinem Spiel zuhörte, ihn in die Musikergewerkschaft brachte und ihn als Pausen-Pianist in den Yacht Club in der 52. Street brachte, wo er mehrere Jahre auftrat. Hier nahm er seinen Künstlernamen Gibson an (vorher trat er als Harry Raab auf), nach der Sängerin Ruth Gibson, mit der er auftrat. Dabei fiel er nicht nur durch seinen energischen Klavierstil auf, der Stride, Boogie, Ragtime, Dixieland-Jazz und klassische Musik mischte, sondern auch durch originellen Gesang, mit selbst komponierten Nummern wie „Who Put the Benzedrine in Mrs. Murphy´s Ovaltine“, „Stop that Dancin Up There“, „Handsome Harry the Hipster“, „I Stay Brown All Year Around“, „Get Your Juices at the Deuces“, „Riot in Boogie“, „Barrelhouse Boogie“ oder „The Hipster´s Blues“. Dabei bediente er sich des ihm aus Harlem geläufigen „Jive-Talk“ der Afroamerikaner. Er prägte das Wort Hipster (aus dem vorher verbreiteten hep und hip, mit der Jazzfans angesagte Musik umschrieben), und für sich den Beinamen „The Hipster“.

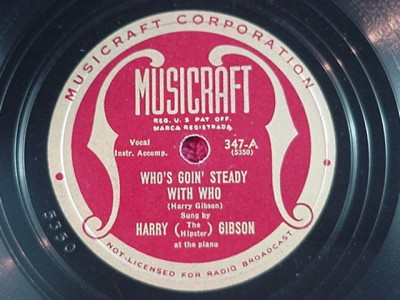
78er von Harry Gibson: „Who's Goin´ Steady with Who“

Sowohl im Klavierstil als auch im Gesang klang er wie eine Vorwegnahme des Rock´n Roll eines Jerry Lee Lewis oder Little Richard der 1950er und hatte vorübergehend Mitte der 1940er Jahre (bis etwa 1947) Szene-Erfolge in den Clubs der „Swing Street“. 1944 trat er in Eddie Condons Town Hall-Konzerten auf. Er nahm im selben Jahr im Trio mit John Simmons und Sid Catlett ein 4-Single Album „Boogie Woogie in Blue“ für Musicraft auf, das auf obere Plätze in die Billboard Charts kam und ihm eine Einladung nach Hollywood verschaffte, in Billy Berg´s Club aufzutreten. Er trat dort erfolgreich unter anderem mit Slim Gaillard, Dizzy Gillespie auf. In Los Angeles nahm er 1945 V-Discs und 1946 weitere Singles auf, bevor sein Benzedrin-Song (aufgenommen Anfang 1947 mit Al Hall und Morey Feld in Los Angeles) ihn 1947 auf die schwarze Liste der Plattenindustrie brachte. Außerdem saß er in den 1940ern kurz wegen Drogenproblemen im Gefängnis. In den 1950er Jahren leitete er einen Club in Florida. Ab den 1970er Jahren wurde er wiederentdeckt und trat wieder auf (mit Rock-Musikern) und veröffentlichte einige Platten, z. B. Everybody´s Crazy but Me bei Progressive 1986, Who Put the Benzedrine in Mrs. Murphys Ovaltine, Delmark 1989. Auch in seinen neuen Songs spielten Drogen eine Rolle, und in einem seiner letzten Songs bekannte er, dass er Shirley MacLaine hip findet. Zuletzt lebte er in Venice und trat in einer Band mit seinen Söhnen auf. 1991 drehte seine Familie noch einen biographischen Film über ihn, der auch als Video erschien. Im selben Jahr beging er Suizid.
Es existieren vier Soundies von ihm von April 1944. Er trat zudem in dem Film „Junior Prom“ mit Mae West 1946 auf. Gibson ging damals auch mit der Mae West Show neun Monate auf Tour.

## Verweise
1. ↑  Jürgen Wölfer Lexikon des Jazz, Hannibal 1993
2. ↑  der Name eines Clubs in der 52. Street, that joint is really jumpin. Er erwähnt namentlich Ben Webster, Sid Catlett, John Simmons im Liedtext, neben seiner Person, die nicht verwandt mit dem Cowboy-Darsteller Hoot Gibson sei.
3. ↑  nach dem Yacht Club im Deuces, Downbeat, Onyx Club, Famous Door, Spotlite Club, Leon and Eddys
4. ↑  Der Song folgte dem traditionellen irischen Comedy-Song Who threw the Overalls in Mrs. Murphys Chowder, entsprechend sind die Anspielungen auf die alte irische Dame zu verstehen, der jemand das Aufputschmittel in ihr Ovomaltine-Getränk mischte und die davon nicht mehr los kam. Now she wants to swing, the Highland Fling. She says that Benzedrine's the thing that makes her spring.
5. ↑  1947 brachte er noch bei Diamond Records in New York das 3-Single Album „The Hipster“ heraus
6. ↑  eine Liedzeile aus Stop that Dancin up there: Some folks say that I'm insane, and just as goofy as can be, but they're all wrong, I'm all right, Everybody's crazy but me
7. ↑  Opus 12, 4F Frederic the Frantic Freak, Barrelhouse Boogie, Handsome Harry the Hipster, sowie ein animierter Film mit dem Benzedrine-Song
8. ↑  Darin präsentiert er in einer Schulszene Keep the Beat, begleitet vom Abe Lyman Orchestra.

| Personendaten    | Personendaten                               |
| ---------------- | ------------------------------------------- |
| NAME             | Gibson, Harry                               |
| ALTERNATIVNAMEN  | Raab, Harry (wirklicher Name)               |
| KURZBESCHREIBUNG | US-amerikanischer Boogie-Pianist und Sänger |
| GEBURTSDATUM     | 27. Juni 1915                               |
| GEBURTSORT       | Bronx, New York City                        |
| STERBEDATUM      | 3. Mai 1991                                 |
| STERBEORT        | Brawley, Kalifornien                        |